# Astrolirus panamensis
Astrolirus panamensis är en sjöstjärneart som först beskrevs av Ludwig 1905.  Astrolirus panamensis ingår i släktet Astrolirus och familjen Brisingidae. Inga underarter finns listade i Catalogue of Life.